# マルタのイスラム教
本項目ではマルタのイスラム教（マルタのイスラムきょう）について記述する。

## 歴史
マルタ島民は世界最古のクリスチャンとして知られるが、870年にムスリム（アグラブ朝）がビザンツ帝国からシチリア島を獲得した際、イスラム教がもたらされた。イスラム帝国時代にはマルタ語の形成も図られてゆき、現在の国内各地の地名が改名されたのは、この時代のことであった。
1091年ノルマン伯ロジェールによる占領に伴い、ヨーロッパのキリスト教勢力下に戻ることとなる。ただし、ムスリムは13世紀まで自由な信仰が許された。991年にはムスリム15,000人に対し、クリスチャンが6,339人いたとの記録が残されている。イスラム教に対する寛容性は、ルッジェーロ1世が地理学者イドリースィーを宮廷に招き入れ、世界地図の作成に当たらせたことからも分かる。
1240年から1250年にかけては、神聖ローマ皇帝フリードリヒ2世が島内のイスラム教徒を追放、あるいは改宗させる政策を展開。なお、この時点（1241年）でも島内753家族のうち、ムスリムは681家族（キリスト教徒47家族、ユダヤ教徒25家族）と圧倒的多数であった。
15世紀以降、イスラムの艦隊がマルタに押し寄せるなど、イスラム世界（オスマン帝国）がキリスト教世界（スペイン）と地中海における覇権を巡り対立が再燃。マルタはその争奪戦の最中に置かれるが、カール5世は1530年、キリスト教世界における地中海の防波堤としてマルタ島を位置付け、聖ヨハネ騎士団に同島を下賜。しかしその後もオスマン帝国はマルタ奪回の機会をうかがいつつも、徹底交戦を構えを見せるマルタ騎士団の下失敗を余儀無くされる（マルタ包囲戦）。
以後もヨーロッパ諸国の支配が続き、1974年イギリスからの独立を経て現在に至る。

## 人口
国内のムスリムの大部分に当たる、6,000人程度が外国人である。つまり生粋のマルタ島民は、長い歴史を経てキリスト教に改宗しており、イスラム世界からの移民によるところが大きいといえる。

## 関連施設
イスラム教の振興を図るリビア政府系組織である、世界イスラム使命協会が1978年に設立したモスクと、ムスリム向けの小学校が各1か所存在。